# Cuarteto de cuerda n.º 16 (Mozart)
El Cuarteto de cuerda n.º 16 en mi bemol mayor, K. 428/421b, fue compuesto por Wolfgang Amadeus Mozart. Es el tercero de los Cuartetos dedicados a Haydn, una serie de seis cuartetos de cuerda que escribió durante sus primeros años viviendo en Viena en honor del compositor y amigo de Mozart Joseph Haydn, considerado generalmente como el "padre del cuarteto de cuerda".

## Estructura
Consta de cuatro movimientos:
- I. Allegro non troppo.
- II. Andante con moto.
- III. Menuetto y Trio.
- IV. Allegro vivace.

El primer movimiento es altamente cromático, con el tema puente cromatizado en la exposición, siendo uno de los ejemplos de esta práctica, presente asimismo en el final de la exposición.
El Andante con moto «invoca [...] el movimiento lento del Cuarteto de cuerda op. 20 n.º 1 de Joseph Haydn. Las ostentosas disonancias del inicio casi tienen un sabor antiguo, debido a la colisión ascensos y descensos semitonales, y esto sugiere en gran medida el sujeto inicial del primer movimiento, tan sorprendentemente aislado allí». Otros especialistas consideran que está precedicendo la música de Johannes Brahms.
A lo largo del tercer movimiento, Mozart «hace uso de un pedal en el bajo, confiriendo a la música un efecto rústico fascinante».
El último movimiento «se puede describir perfectamente como una forma rondó abreviada».